# Ta Sriratana
Ta Sriratana (1939) è un ex cestista thailandese.

## Carriera
Con Thailandia ha disputato i Giochi olimpici di Melbourne 1956.